# 天主教三原教区
天主教三原教区（拉丁文：Saniüenensis）是天主教在中国陕西省中部建立的一个教区。

## 历史
1932年，教廷把陕西中境代牧区分为5个教区：西安代牧区、三原监牧区（1944年升为代牧区）、凤翔监牧区（1942年升为代牧区）、盩厔监牧区和同州自治区（1935年升为监牧区）。1946年成立圣统制，这些代牧区都改设正式教区。盩厔监牧区1951年直接升为教区。 三原教区由方济各会意大利威尼斯省负责。主教座堂设于三原辕门巷耶稣圣心主教座堂，建于1934-1938年。

## 现状
三原教区辖咸阳、铜川2市12个县，有教友35000多名，神父34位，修女80余名。

## 历任主教
- 三原監牧區宗座监牧
  - 班锡宜神父，方济各会 Fr. Ferdinando Fulgenzio Pasini, O.F.M.（后升任主教，1932年6月4日-1944年7月13日）

- 三原代牧區宗座代牧
  - 主教班錫宜，方济各会 Bishop Ferdinando Fulgenzio Pasini, O.F.M.（1944年7月13日-1946年4月11日）

- 三原教區主教
  - 班錫宜主教，方济各会 Bishop Ferdinando Fulgenzio Pasini, O.F.M.（1946年4月11日-1985年4月17日）
    - 代理主教王秉德（1954年-1985年11月24日）

  - 主教宗怀德 Bishop Joseph Zong Huai-de（1987年8月9日-2003年）1922年3月5日出生于三原县西阳镇武官坊新城村十一队，1949年6月5日在通远坊天主堂被班锡宜主教祝圣为神父，1987年8月9日为三原教区正权主教，2003年荣休，2021年1月5日安息主怀。
  - 主教兰石 Bishop John Chrysostom Lan Shi （2003年-2008年）
  - 主教韩英进 Bishop Joseph Han Yingjin （2010年6月24日-）

## 教堂
- 三原县
  - 辕门巷耶稣圣心主教座堂（建于1935年，1992年重建）
  - 陂西乡张二册天主堂　
  - 陂西乡庙张天主堂　　
  - 陂西乡桃李天主堂　
  - 西阳镇武官坊天主堂
- 富平县
  - 涝池安多尼堂
- 泾阳县
  - 修石渡圣母无染原罪堂
  - 大训堡安多尼堂
- 礼泉县
  - 茨林村玫瑰堂
- 乾县
  - 马连天主堂
- 淳化县
  - 地母庄天主堂
- 高陵县
  - 张白若瑟堂
  - 郭路圣母七苦堂
  - 通远坊圣母无染原罪堂
- 咸阳市耶稣圣心堂